# Голубой зяблик

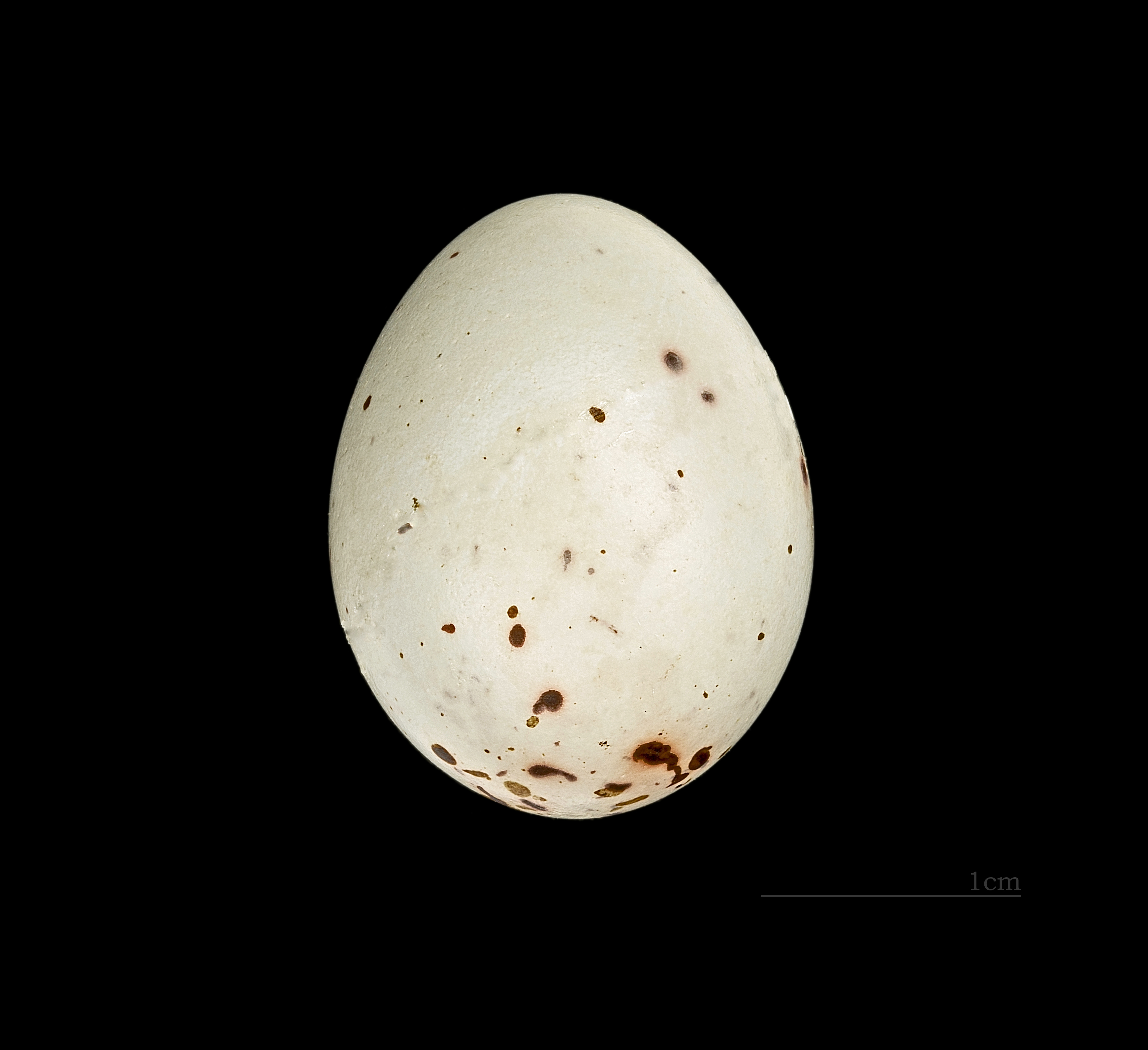
Fringilla teydea teydea

Голубой зяблик (лат. Fringilla teydea) — певчая птица семейства вьюрковых. Это животное — символ острова Тенерифе.

## Описание
Голубой зяблик длиной от 16 до 18 см, крупнее зяблика. Клюв, голова и грудь сильнее чем у зяблика. Рисунок оперения незаметен. Крылья имеют две тонкие, белые с сероватым оттенком полосы. Хвост тёмный. У самца голубовато-серая голова и спина, горло, грудь и бока светлее свинцово-серые. Подхвостье белое. У самки серо-коричневая верхняя сторона и белая с сероватым оттенком нижняя сторона.

## Голос
Призыв двусложный «тьроойт», с немного писклявым звучанием. Пение короче и менее энергичное чем у зяблика, к концу замедляющееся. Оно состоит из нескольких ниспадающих и нескольких грубых звуков, из которых последний растягивается. Например, «ситт-итт-ситт-рюа-рюа-ррююаа».

## Распространение
Голубой зяблик — эндемичный вид птиц, который распространён только на острове Тенерифе. Жизненное пространство — это сосновые леса. Гнездование происходит на высоте от 1 200 до 1 800 м. Поиски корма проходят также в сосновых лесах, частично на горных склонах с густым кустарником, суровыми зимами также на культурных ландшафтах на высоте до 500 м вниз.
Вид находится под угрозой.